# DZBB
DZBB Super Radyo 594 è una stazione radiofonica all-news filippina, proprietà di GMA Network. La stazione fu lanciata il 1º marzo 1950 dal fondatore Robert Stewart. Lo studio della stazione si trova presso il GMA Network Center di Diliman, Quezon City, mentre il suo trasmettitore si trova a Obando, Bulacan.